# Reginald Courtenay (évêque)
Henry Reginald Courtenay (27 décembre 1741-9 juin 1803) est un évêque anglais de Bristol (1794-1797) et évêque d'Exeter 1797-1803.

## Biographie
Il est le fils aîné survivant de Henry Reginald Courtenay, député, qui épouse Catherine, fille d'Allen Bathurst, 1er comte Bathurst. Il est né dans la paroisse de St. James, Piccadilly, le 27 décembre 1741, et admis à la Westminster School en 1755. Il passe en 1759 à Christ Church, Oxford, où il obtient les diplômes de BA 1763, MA 1766 et DCL 1774.
Ayant pris les ordres dans l'église d'Angleterre, il bénéficie d'un avancement rapide. Le presbytère de Lee dans le Kent et la deuxième stalle prébendale de la cathédrale de Rochester lui sont accordées en 1773. L'année suivante, il est nommé au presbytère de St. George, Hanover Square, et il quitte sa stalle à Rochester ; mais il a une prébende d'Exeter de 1772 à 1794, et il conserve la quatrième prébende à Rochester de 1783 à 1797. Au début de 1794, il est nommé à l'évêché de Bristol, sa consécration ayant lieu le 11 mai ; et après trois ans, il est transféré au siège d'Exeter (mars 1797), tenant l'archidiaconé d'Exeter en commende de cette année-là jusqu'à sa mort, et conservant aussi son presbytère de Londres jusqu'à sa mort. Il meurt à Lower Grosvenor Street, à Londres, le 9 juin 1803, et est enterré dans le cimetière de Grosvenor Chapel.

## Famille
Sa femme, Elizabeth, fille aînée de Thomas Howard (2e comte d'Effingham), qu'il épouse en janvier 1774, vit jusqu'au 31 octobre 1815. Ils ont deux fils et quatre filles. Le fils aîné, William, qui travaille comme greffier-assistant du parlement, devient en 1835 le 10e comte de Devon, le fils cadet est Thomas Peregrine Courtenay.

## Mémorial à Powderham

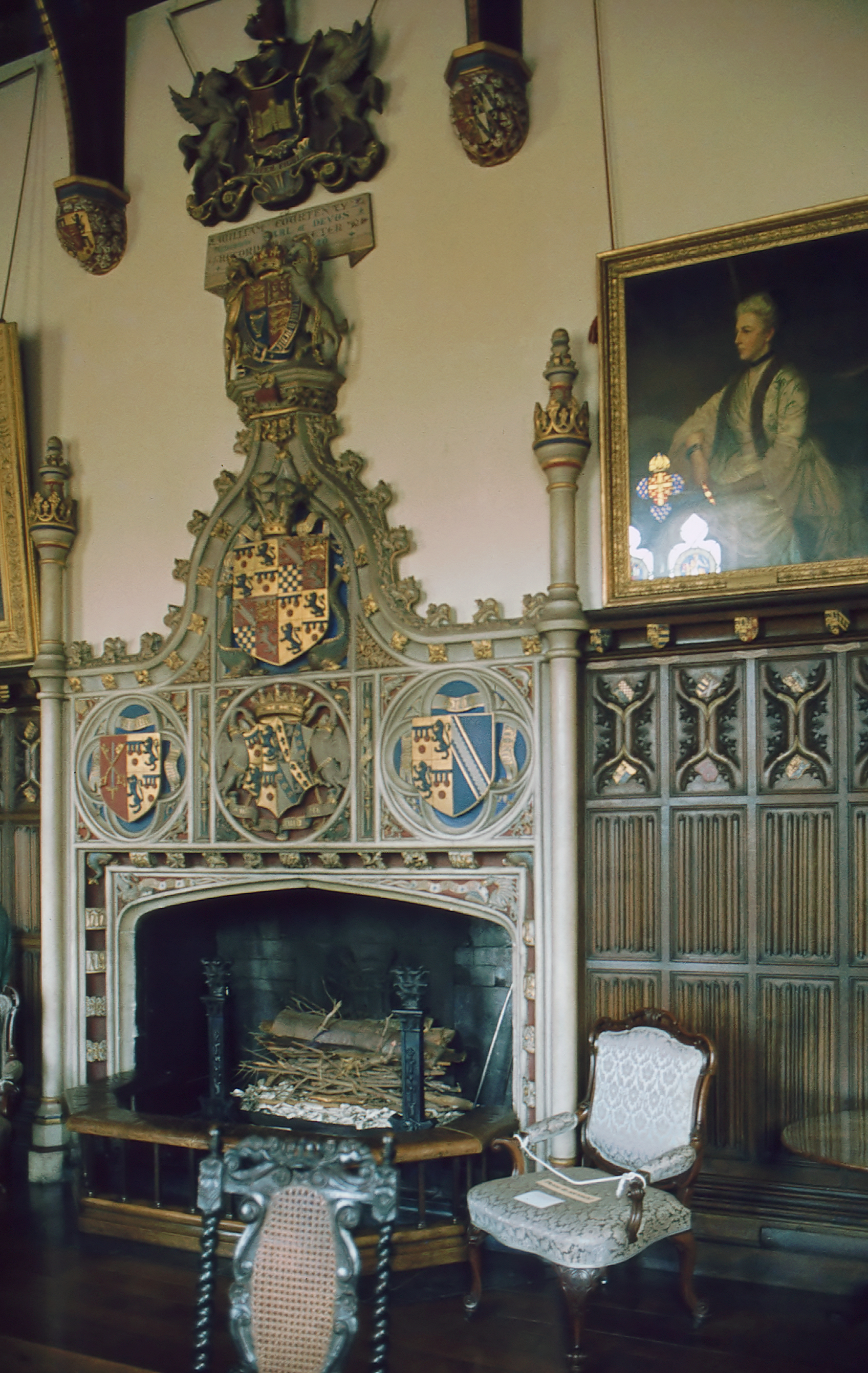
La cheminée héraldique du château de Powderham

Un monument à l'évêque Reginald Courtenay existe au château de Powderham, siège du comte de Devon, dans la salle à manger victorienne, construite entre 1847 et 1860, sous la forme d'une cheminée héraldique. Il est copié de la cheminée médiévale du palais épiscopal d'Exeter, installée vers 1485 par Peter Courtenay (d.1492) évêque d'Exeter, un fils cadet de Sir Philip Courtenay (1404-1463) de Powderham. Il est érigé par William Courtenay (11e comte de Devon) (d.1888) en mémoire de son grand-père Reginald Courtenay, évêque d'Exeter